# Haute Cime des Dents du Midi
La Haute Cime des Dents du Midi (3.257 m s. n. m.) es la montaña más alta de los Prealpes de Saboya en el cantón del Valais en Suiza. Se encuentra en la subsección de los Prealpes del Giffre. Es la cima más alta de una sierra más amplia más llamada Dents du Midi.
Según la clasificación SOIUSA, Haute Cime des Dents du Midi pertenece a:
- Gran parte: Alpes occidentales
- Gran sector: Alpes del noroeste
- Sección: Prealpes de Saboya
- Subsección: Prealpes del Giffre
- Supergrupo: Cadena Buet-Ruan-Dents du Midi
- grupo: Grupo del Dents du Midi
- subgrupo: Cadena del Dents du Midi
- Código: I/B-8.II-A.3.a

## Ascenso a la cima
La vía normal de ascenso a la cima empieza en el camping Gran Paradis en el municipio de Champéry. Entre otros lugares, pasa por:
- Pastos de Bonavau a 1.550 m
- el Pas d'Encel a 1.798 m
- la Cabane de Susanfe a 2.102 m (donde es posible dormir)
- el Colle di Susanfe 2.494 m, última etapa antes del ascenso a la cima.